# Lee Parry
Lee Parry, nom de scène de Mathilde Benz, est une actrice allemande née à Munich le 14 janvier 1901 et morte à Bad Tölz le 24 janvier 1977.

## Biographie
Actrice et chanteuse, Lee Parry a été l'épouse du réalisateur et producteur Richard Eichberg. Sa carrière cinématographique, débutée en 1919, s'est achevée à la veille de la Seconde Guerre mondiale.

## Filmographie
- 1920 : Sklaven fremden Willens de Richard Eichberg : Claire Raven
- 1922 : Monna Vanna de Richard Eichberg : Monna Vanna
- 1923 : Fräulein Raffke de Richard Eichberg
- 1925 : Die Motorbraut de Richard Eichberg
- 1928 : L'Eau du Nil de Marcel Vandal : Anne-Marie
- 1939 : Adieu Vienne de Jacques Séverac : Lisl Heinzel